# Mount Thiassi
Mount Thiassi är ett berg i Kanada.   Det ligger i provinsen British Columbia, i den sydvästra delen av landet, 3 500 km väster om huvudstaden Ottawa. Toppen på Mount Thiassi är 2 751 meter över havet, eller 543 meter över den omgivande terrängen. Bredden vid basen är 7,6 km.
Terrängen runt Mount Thiassi är bergig åt sydväst, men åt nordost är den kuperad.Trakten runt Mount Thiassi är nära nog obefolkad, med mindre än två invånare per kvadratkilometer.. Det finns inga samhällen i närheten. 
Trakten runt Mount Thiassi är permanent täckt av is och snö.